# Andrzej Bek
Andrzej Bek, född den 26 juni 1951 i Łódź, Polen, är en polsk tävlingscyklist som tillsammans med Benedykt Kocot tog OS-brons i tandemloppet vid olympiska sommarspelen 1972 i München. 